# Škoda lásky (singl)
»Škoda lásky« je skladba ter drugi singl češke skupine Banjo Band. Izdan je bil leta 1972 pri založbi Supraphon.
| A stran | A stran                                     | A stran |
| Št.     | Naslov                                      | Dolžina |
| ------- | ------------------------------------------- | ------- |
| 1.      | „Škoda lásky‟ (Vašek Zeman/Jaromír Vejvoda) | 2:18    |

| B stran | B stran                                                           | B stran |
| Št.     | Naslov                                                            | Dolžina |
| ------- | ----------------------------------------------------------------- | ------- |
| 1.      | „Hezky od podlahy‟ (Karel Melíšek, Jarka Mottl/Jaroslav Jankovec) | 2:31    |

## Zasedba
- Ivan Mládek – banjo
- Jiri Přibyl – banjo
- Jiří Augusta – banjo
- Pavel Skála – klavir
- Václav Dědina – tuba
- Jan Pacák – bobni
- Milan Udržal – perilnik